# شتيفاني شوستر
شتيفاني شوستر (بالألمانية: Stefanie Schuster)‏ هي متزحلقة نمساوية، ولدت في 19 أبريل 1969 في ميتيلبيرغ في النمسا.

## وصلات خارجية
- شتيفاني شوستر على موقع الاتحاد الدولي للتزلج (التزلج على المنحدرات الثلجية) (الإنجليزية)
- شتيفاني شوستر على موقع أوليمبيديا (الإنجليزية)